# Martinella
Martinella é um género botânico pertencente à família Bignoniaceae.

## Espécies
| - Martinella gollmeri - Martinella gollnerii - Martinella insculpta - Martinella iquitoensis - Martinella manaosiana | - Martinella martinii - Martinella obovata - Martinella verrucosa - Martinella violaefolia |